# Der Wachtturm verkündigt Jehovas Königreich

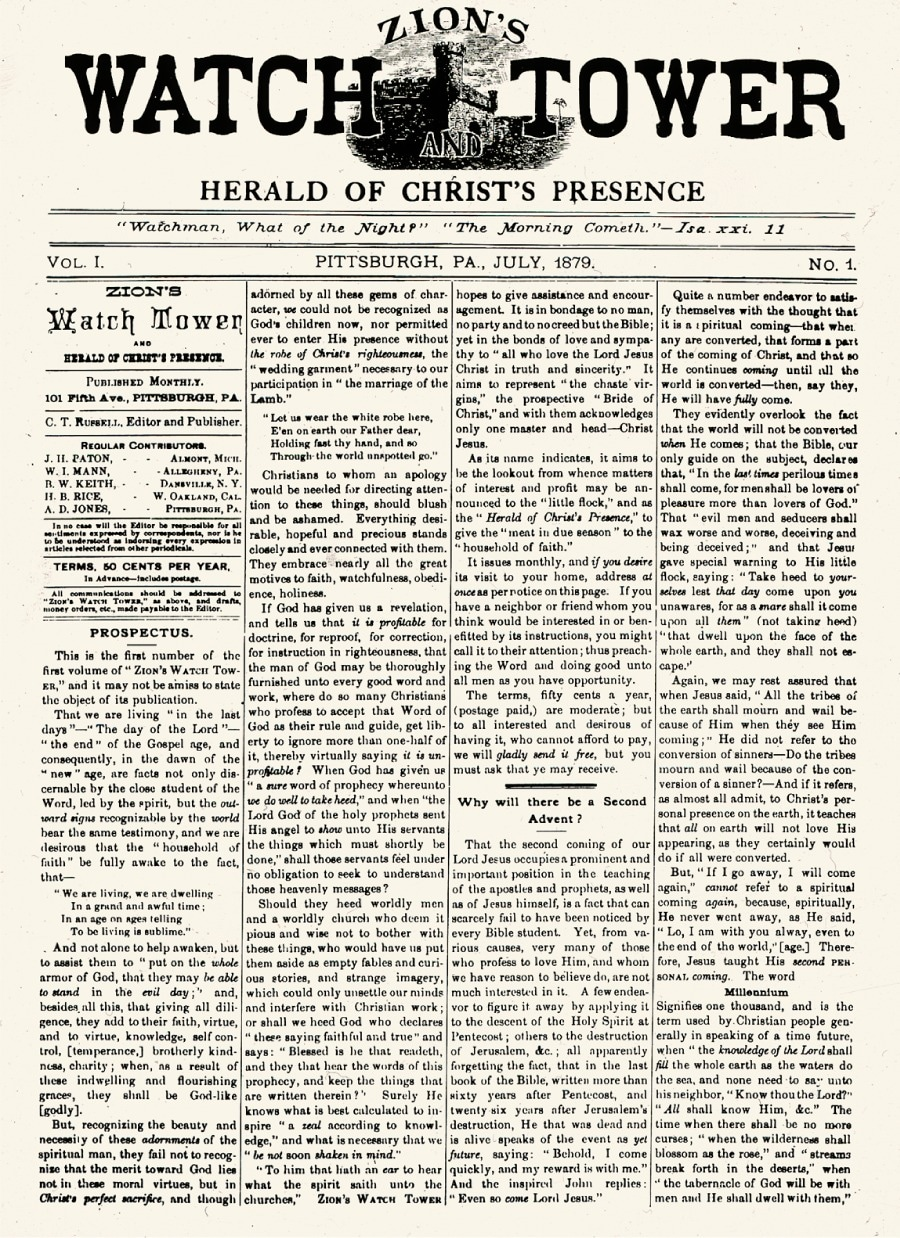
Zion’s Watch Tower and Herald of Christ’s Presence – Juli 1879

Der Wachtturm (vollständiger Titel: Der Wachtturm verkündigt Jehovas Königreich, englisch The Watchtower Announcing Jehovah’s Kingdom) ist eine religiöse Zeitschrift der Religionsgemeinschaft der Zeugen Jehovas und gilt als auflagenstärkste Zeitschrift der Welt.

## Name und Zweck der Herausgabe
Der Name Der Wachtturm spielt auf Jesaja 21,8  an, in dem ein Wächter auf einem Wachturm erwähnt wird. Nach eigenen Angaben soll die Herausgabe dem Zweck dienen, Jehova zu ehren und den Lesern mit dem Hinweis auf Gottes Königreich Mut zu machen, durch das alles Böse beseitigt und ein irdisches Paradies geschaffen werde. Der Wachtturm möchte den Glauben an Jesus Christus fördern, der für die Menschheit gestorben sei und bereits als König im Himmel regiere. Der Wachtturm versteht sich als unpolitisch und erhebt den Anspruch, sich „konsequent auf die Bibel“ zu stützen.

## Inhalt, Verwendung
Die monatlich erscheinende Studienausgabe des Wachtturms richtet sich an regelmäßige Besucher der Gottesdienste der Zeugen Jehovas. Sie enthält vorwiegend Aufsätze, die in den am Wochenende in den Königreichssälen stattfindenden „Wachtturm-Studien“ besprochen werden. Die Tagestexte der Zeugen Jehovas – Bibelverse mit Erklärungen oder Nutzanwendungen für jeden Tag des Jahres – werden jedes Jahr den Wachtturm-Studienausgaben des Vorjahres entnommen.
Die dreimal im Jahr erscheinende Ausgabe für die Öffentlichkeit des Wachtturms enthält etwas einfachere Inhalte und soll biblische und religiöse Themen einer breiteren Öffentlichkeit näherbringen, auch solchen Menschen, die nicht religiös sind.

## Auflage, Verfügbarkeit

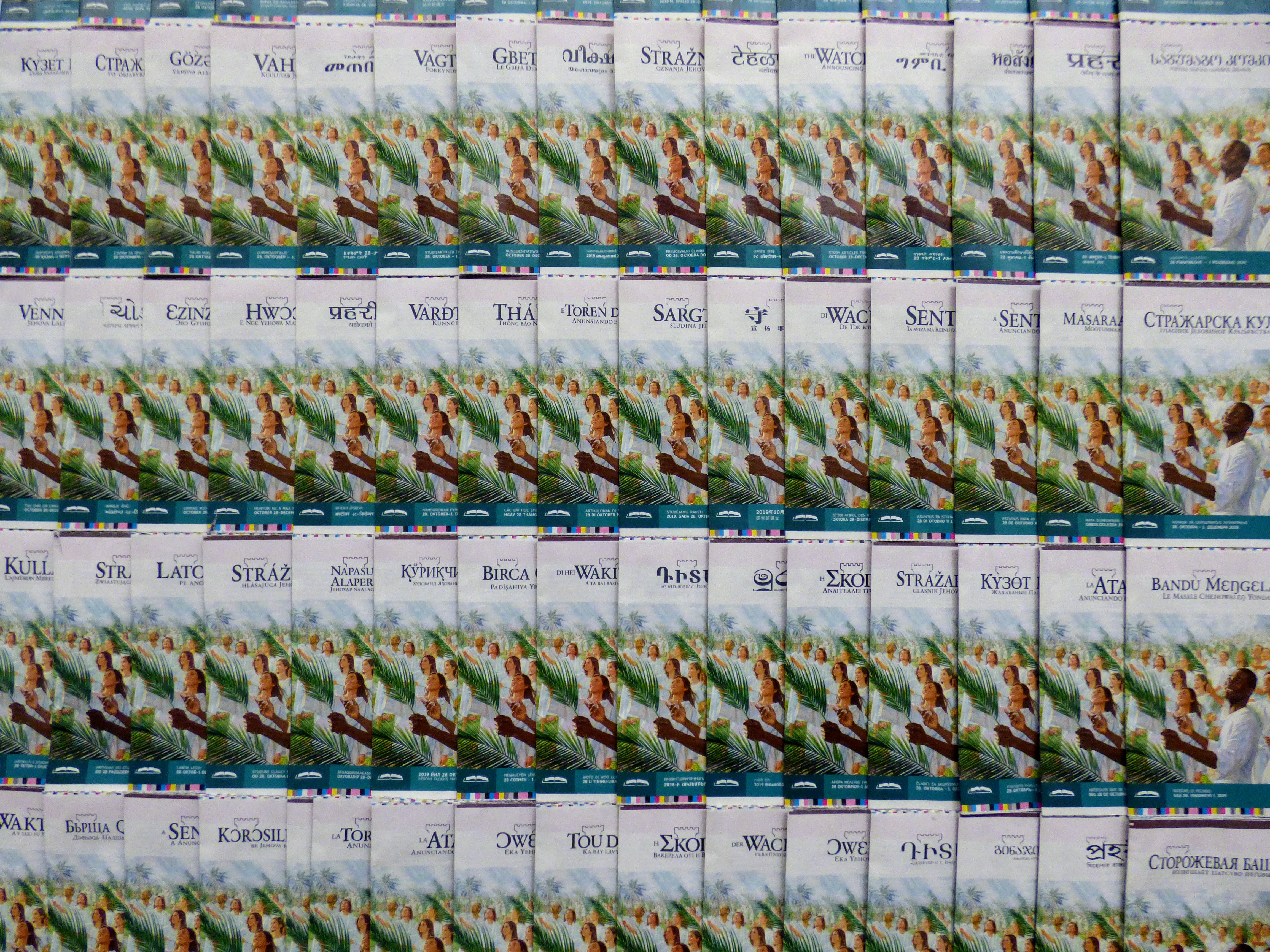
Der Wachtturm, Auswahl von in Selters (Taunus) gedruckten Sprachen

Der Wachtturm gilt als auflagenstärkste Zeitschrift der Welt. Nach eigenen Angaben wird die Ausgabe für die Öffentlichkeit derzeit (2019/2020) in einer durchschnittlichen Auflage von über 93 Millionen Exemplaren gedruckt. Die monatlich erscheinende Studienausgabe wird in einer Auflage von über 13 Millionen Exemplaren gedruckt.
Der Wachtturm erscheint in mehr als 400 Sprachen simultan, darunter mehr als 30 Gebärdensprachen. Außerdem gibt es in 20 Sprachen Brailleschrift-Ausgaben. In vielen Sprachen steht die Zeitschrift auf jw.org, der offiziellen Website der Religionsgemeinschaft, zum Download zur Verfügung: als E-Book (PDF, EPUB, RTF und Braille-BRL) sowie als Audiobook im MP3-Format. Auf der für Windows, Android und iOS zur Verfügung stehenden offiziellen JW Library APP sind die Wachtturm-Ausgaben zurück bis zum Jahr 2000 aufrufbar, in der Wachtturm Online-Bibliothek (wol.jw.org) zurück bis 1950.

## Geschichte

### Ursprung und Vorläufer
Im Jahr 1876 erhielt Charles Taze Russell eine Ausgabe der Zeitschrift The Herald of the Morning, die von dem Adventisten Nelson H. Barbour in Rochester, New York, herausgegeben wurde. Russell wurde redaktioneller Mitherausgeber und Finanzier. Nach einem Streit über die Bedeutung des Loskaufsopfers trennten sich Barbour und Russell. Russell gründete eine eigene Zeitschrift, die unter dem Titel Zion’s Watch Tower and Herald of Christ’s Presence erstmals im Juli 1879 in den Vereinigten Staaten erschien. Der Name Watch Tower war schon zuvor von Russells Freund George Storrs für eines seiner Bücher (The Watch Tower: Or, Man in Death; and the Hope for a Future Life. 1850) verwendet worden.

### Wechselnde Titel
Der exakte Titel der Zeitschrift wurde über die Jahre mehrfach leicht verändert.
- Die ersten Ausgaben hießen Zion’s Watch Tower and Herald of Christ’s Presence (deutsch: Zions Wacht-Turm und Verkündiger der Gegenwart Christi)

- Ab 1909: The Watch Tower and Herald of Christ’s Presence (deutsch: Der Wacht-Turm und Verkündiger der Gegenwart Christi)

- Ab 1931: The Watchtower and Herald of Christ’s Presence (deutsch: Der Wachtturm und Verkündiger der Gegenwart Christi)

- Ab Januar 1939: The Watchtower and Herald of Christ’s Kingdom (deutsch: Der Wachtturm und Verkündiger des Königreiches Christi)

- Seit März 1939: The Watchtower Announcing Jehovah’s Kingdom (deutsch: ab Mai 1939 Der Wachtturm als Verkünder von Jehovas Königreich)

- ab 1957 deutsch: Der Wachtturm verkündet Jehovas Königreich

- seit 1983: Der Wachtturm verkündigt Jehovas Königreich[11][2]

### Der Wachtturmin Deutschland

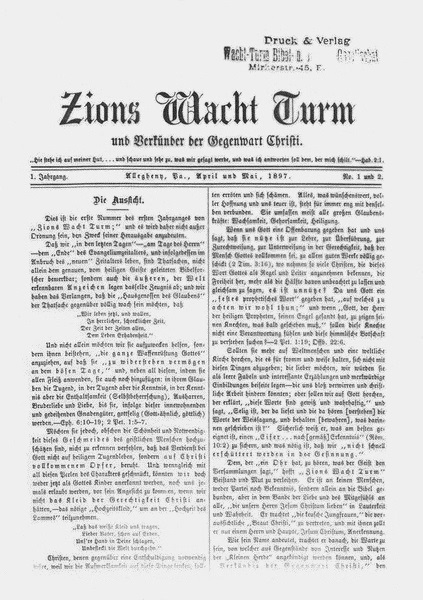
Zions Wacht Turm und Verkünder der Gegenwart Christi – April – Mai 1897

Auf Deutsch erscheint Der Wachtturm ununterbrochen seit 1897; davor schon vorübergehend ab 1886.
Während der Zeit des Nationalsozialismus war die Verbreitung des Wachtturms verboten. Die Zeitschriften wurden nach der Beschlagnahmung der Druckmaschinen und der Verbrennung aller gelagerten Publikationen in Magdeburg illegal aus der Schweiz ins Deutsche Reich eingeführt, heimlich vervielfältigt und verteilt. Sie wurden auch in verschiedene Konzentrationslager geschmuggelt, in denen zahlreiche Bibelforscher, wie Jehovas Zeugen damals auch genannt wurden, aufgrund ihres Glaubens inhaftiert waren.
Auch in der DDR wurde die Verbreitung des Wachtturms schon kurze Zeit nach der Staatsgründung untersagt und Anhänger der Lehre wurden wegen ihrer illegalen Tätigkeit zu langjährigen Haftstrafen verurteilt. Die Leser in der DDR erreichte die Zeitschrift wiederum durch Einschmuggeln, meist durch Besucher aus dem Westen und über West-Berlin.

### Veränderungen in den letzten Jahrzehnten
Seit Beginn der 1990er Jahre wird Der Wachtturm nicht mehr verkauft, sondern kostenfrei an interessierte Leser abgegeben.
Lange Zeit enthielt jede Ausgabe sowohl Texte, die sich an die Allgemeinheit wandten, als auch Studienartikel, die in den Gottesdiensten der Zeugen Jehovas besprochen wurden. Aufgrund der abnehmenden Bibelkenntnisse der Öffentlichkeit wird Der Wachtturm seit Januar 2008 jedoch in zwei verschiedenen Ausgaben herausgegeben: die vor allem für Zeugen Jehovas gedachte Studienausgabe und die Ausgabe für die Öffentlichkeit.
Die Seitenanzahl und Häufigkeit des Erscheinens der Zeitschrift wurde in mehreren Schritten reduziert. Dafür wird seit 2013 von einigen Wachtturm-Artikeln auf zusätzliches Material verwiesen, das auf jw.org, der offiziellen Website der Religionsgemeinschaft, veröffentlicht wird.